# 小田原市立病院
小田原市立病院（おだわらしりつびょういん）は、神奈川県小田原市久野にある医療機関。小田原市病院事業の設置等に関する条例（昭和41年12月26日条例第59号）により設置された市立の病院である。

## 沿革
- 1958年（昭和33年）6月 - 診療科9科・一般病床110床として開院。
- 1972年（昭和47年） - 病院の増改築により345床へ増床。
- 1981年（昭和56年） - 3年をかけて全面改築、診療科15科・一般病床417床へ増床。
- 2009年（平成21年）
  - 4月 - 救命救急センター稼働。
  - 10月 - 神奈川県知事より地域医療支援病院として承認。
- 2021年（令和3年）4月 - 神奈川県、小田原市、県立病院機構が「連携・協力の方向性」について合意し、神奈川県立足柄上病院の産科業務を廃止して周産期医療機能を小田原市立病院に集約[1]。

## 診療科（標榜科）
- 内科
- 糖尿病内分泌科
- 心身医療科
- 神経内科
- 呼吸器内科
- 消化器内科
- 循環器内科
- 腎臓内科
- 小児科
- 外科
- 整形外科
- 形成外科
- 脳神経外科
- 呼吸器外科
- 心臓血管外科
- 皮膚科
- 泌尿器科
- 産婦人科
- 眼科
- 耳鼻咽喉科
- リハビリテーション科
- 病理診断・臨床検査科

## 医療機関の指定等
- 保険医療機関
- 救急告示医療機関
- 労災保険指定医療機関
- 指定自立支援医療機関（更生医療・育成医療）
- 結核指定医療機関
- 生活保護法指定医療機関
- 指定養育医療機関
- 地域医療支援病院
- 災害拠点病院
- 救命救急センター
- 臨床研修指定病院
- がん診療連携拠点病院
- DPC対象病院
- 地域周産期母子医療センター
- 神奈川県がん相談指定医療機関
- 子宮がん集団検診指定医療機関
- 小児がん医療指定医療機関
- 神奈川県周産期救急医療対策事業基幹病院

## 交通アクセス
- 電車
  - 小田急小田原線足柄駅  徒歩約10分程度
  - 伊豆箱根鉄道大雄山線井細田駅  徒歩約10分程度
  - JR東海道本線小田原駅  徒歩約20分程度
- バス
  - 小田原駅西口 バス2番乗り場 兎河原循環方面（久野車庫行き）バス乗車
  - 小田原駅東口 バス2番乗り場 兎河原循環方面、小田原フラワーガーデン方面（船原、坊所、久野車庫行き）バス乗車

## 不祥事・医療ミス・医療事故
- 2020年8月11日（処分日） - 麻酔科の男性医師（42歳）が、1月12日、静岡県内のホテルで、当時高校2年だった座間市の女子生徒（17歳）に現金6万円を渡し、みだらな行為をしたとして、6月4日に児童買春・児童ポルノ禁止法違反容疑で加賀町警察署に逮捕された。男性医師は当初、「未成年だと知らなかった」と容疑を否認していたが、市の調査に対し、「実は知っていた」などと答えたという。小田原市は8月11日、男性医師を懲戒免職とした。